# نجوى بن شتوان
نجوى بن شتوان (المولودة سنة 1970) هي أكاديمية وكاتبة ليبية. اختيرت بين 39 كاتباً عربياً تحت سن الـ 40 للمشاركة في مشروع بيروت 39  سنة 2009. وصلت روايتها زرايب العبيد إلى القائمة القصيرة في مسابقة الجائزة العالمية للرواية العربية سنة 2017.

## سيرة حياتها
- ولدت نجوى بن شتوان في إجدابيا في ليبيا سنة 1970. عملت محاضرةً في جامعة بنغازي بعد حصولها على شهادة الماجستير في التربية.
- كما حصلت على درجة الدكتوراه في العلوم الإنسانية من جامعة لا سابينزا في روما، إيطاليا، وكان موضوع رسالة الدكتوراة عن تجارة العبيد في ليبيا وآثاره على المجتمع الليبي وتقسيماته خلال الفترة العثمانية من فترة (1552 - 1911).[3]
- هي مساعد محاضر في ، جامعة قاريونس.
- التحصيل الأكاديمي: بالإضافة إلى الماجستير في التربية، حصلت نجوى على درجة الدكتوراه في العلوم الإنسانية من جامعة لا سابينزا في روما عام 2017، حيث تناولت في أطروحتها موضوع تجارة الرقيق في ليبيا خلال الفترة العثمانية.[4]
- الخبرات المهنية: عملت كمحاضرة في جامعة بنغازي (جامعة قاريونس سابقًا)، وشاركت في العديد من الندوات والفعاليات الثقافية داخل وخارج ليبيا.[4]
- كتبت العديد من المقالات في مواقع وصحف عربية مثل موقع هنا صوتك التابع للمكتب العربي لإذاعة هولندا العالمية، شاركت في العديد من الندوات والفعاليات الثقافية داخل وخارج ليبيا.
- أقامت معرض رسم شخصي بالديوان الثقافي في عام 2008. لها مؤلفات عديدة في مجال الرواية والقصة والمسرح، وكتبت حتى في الشعر.

## أعمالها
مسرد نقدي مأخوذ من السير الذاتية للكتاب في بيروت 39 

## البداية الأدبية
بدأت مشوارها الأدبي بكتابة الشعر، حيث نشرت مجموعة شعرية في عام 2002، ثم انتقلت إلى كتابة المسرحيات، وفازت بجائزة الإبداع العربي من مهرجان الشارقة في عام 2003 عن إحدى مسرحياتها.

## الانتقال إلى الكتابة الروائية والقصصية
اتجهت نجوى إلى السرد القصصي والروائي، حيث نشرت ست مجموعات قصصية، كان آخرها "مصادفة مستمرة" التي أصدرتها عام 2019 عن دار رياض الريس في بيروت، بعد أن كتبتها خلال فترة زمالتها في جامعة درم بالمملكة المتحدة.

### الروايات
- وبر الأحصنة، مركز الحضارة العربية، سنة 2007، دار روايات للنشر والتوزيع، سنة 2020
- مضمون برتقالي ، دار شرقيّات للنشر والتوزيع، 2008
- زرايب العبيد ، دار الساقي، 2016
- رواية "زرايب العبيد" لنجوى بن شتوان تتناول الرواية نظام "الزرايب" في ليبيا خلال الحكم العثماني، وهي معسكرات استخدمت لاحتجاز العبيد المستجلبين من إفريقيا جنوب الصحراء، مما يعكس تهميشهم واعتبارهم قوة عاملة يمكن التخلص منها. تستند الرواية إلى صورة قديمة شاهدتها الكاتبة، حيث تخيلت أن إحدى الفتيات في الصورة ستكون الراوية "عتيقة"، التي تسرد معاناة والدتها المستعبدة "تويدة". تسلط الرواية الضوء على نظام "أم الولد"، الذي منح بعض النساء المستعبدات امتيازات شكلية لكنه لم يحمهن فعليًا من الاستغلال والتمييز، حيث تعرض أطفالهن للعنصرية رغم كونهم أبناء رجال أحرار. الرواية تواجه الإرث المسكوت عنه للعبودية في ليبيا وتنتقد الدور الاجتماعي والديني الذي ساهم في استمراريتها. كما تعرضت للانتقاد بسبب استخدامها مصطلحات عنصرية تاريخية، وهو ما بررته الكاتبة برغبتها في نقل الواقع دون تنميق. واجهت الرواية محاولات لمنع نشرها، حيث تعرضت الكاتبة لضغوط اجتماعية وأبلغ عنها للسلطات بسبب محتواها. اختارت منح اسم عائلتها "بن شتوان" للأسرة المستعبِدة في الرواية كوسيلة لتحفيز المجتمع الليبي على مواجهة ماضيه.[6]
- كونشيرتو قورينا إدواردو، منشورات تكوين، 2022.[7]

### قصص قصيرة
- الماء في سنارتي، منشورات مجلة المؤتمر، 2002
- قصص ليست للرجال، دار الحضارة العربية، القاهرة، 2004
- طفل الواو ، مجلس الثقافة العام الليبي 2006
- الملكة ، مجلس الثقافة العام الليبي 2007 (ترجمت لللايطالية)
- الجدة صالحة، دار الخيال، بيروت، 2012
- كتالوج حياة خاصة ، دار أثر للنشر، السعودية، 2018
- صدفة جارية ، رياض الريس، بيروت، لبنان، 2019
- عشرون حالة كنت فيها وحيدًا ، دار منطاد، الكويت، 2019

#### قصص مترجمة
هذه قصص مفردة شاركت فيها الكاتبة في عمل كتابي أو في مجلة مع مجمل أعمال كُتّاب آخرين:
- قصة الرحلة العفوية

نشرت في كتاب أنطولوجيا بعنوان القصة القصيرة الليبية المعاصرة، منشورات الساقي، 2008.
- قصة سيرة البركة والبيانو

نشرت في أنطولوجيا بعنوان “بيروت 39”، دار نشر بلومزبيري، 2009.
- قصة فخامة الفراغ

أدرجت ضمن مجلة في بانيبال في عددها الأربعين الخاص بملف الأدب الليبي، 2011.
- قصة تذكرة العودة

نشرت في أنطولوجيا بعنوان “قصص من الأمم غير المرغوب فيها"، دار كوما برس، مانشستر، المملكة المتحدة، 2018.
- قصة البحر الحكومي

نشرت في مجلة (ArabLit Quarterly Magazine ،2019
- قصة اركض يا جورج

نشرت في عدد أكتوبر عن الكتابة العربية الساخرة في (Words Without Borders) مجلة كلمات بلا حدود ، 2019.
- قصة المدينة الدائخة

صدرت في مجلة The Offing الأدبية، 2019.
- قصة أين تهرب هذا المساء؟

قصة عن حرية التنقل، صدرت في 2019 من العدد الثاني لمجلة Adi magazine

### المسرحيات
- المعطف، وزارة الإعلام والثقافة الإماراتية، 2003

## جوائز
- حصلت مسرحية المعطف على جائزة المرتبة الثالثة في مهرجان الشارقة للإبداع في موسمه السادس، 2003.
- حصلت روايتها وبر الأحصنة على  الجائزة البجراوية للإبداع العربي في مهرجانه الذي أقيم في الخرطوم، السودان، 2005.
- حصلت نجوى بن شتوان على جائزة مؤسسة هاي فيستيفال (Hay Festival) لأفضل 39 كاتباً عربياً تحت سن الـ39 عاما، ضمن مشروع بيروت 39، لسنة 2009.
- ترشحت رواية زرايب العبيد على جائزة القائمة القصيرة للجائزة العالمية للرواية العربية (البوكر)، 2017
- حصدت المجموعة القصصية صدفة جارية على القائمة الطويلة لجائزة الملتقى للقصة العربية، 2019 .
- فازت قصة عقبة الباكور المتواجدة في المجموعة القصصية صدفة جارية بجائزة مجلة ArabLit للقصة القصيرة 2019، بترجمة سعاد حسين.
- فازت مجموعتها القصصية "كتالوج حياة خاصة" (2018) بجائزة English Pen Translates  سنة 2019.[8]
- فازت بجائزة فانتي للإنجاز مدى الحياة، الإيطالية، عن مجمل أعمالها الأدبية والإبداعية عام 2023.[9]

## مناصب
- حصلت على زمالة بانيبال للكاتب الزائر Banipal Visiting Writer ، كلية القديس سانت ايدين، جامعة دورهام، المملكة المتحدة، 2018
- عضو في لجنة الكتابة الإبداعية والنقد في أفاق (الصندوق العربي للثقافة والفنون).
- عضو لجنة تحكيم في مسابقة "عبّر"
- عضو لجنة تحكيم جائزة كتارا للرواية العربية، عن فئة رواية الفتيان غير المنشورة، 2019.

## ترجمات
- ترجمت رواية زرايب العبيد للانجليزية، من دار نشر جامعة سيراكيوز، نيويورك، الولايات المتحدة الأمريكية، 2020. بعنوان:, The Slave Yards

## اقتباسات نجوى بن شتوان
- "أؤمن بالنجوم التي ترصع السماء وتجملها، تجعلنا تحت لوحة رائعة من لوحات الطبيعة، وتساعدنا وهي مضيئة لا وهي معتمة. هذه السماء المرصعة باللمعان تذكرني بالسماء ما بين أوكرانيا ورومانيا ليلة خروجنا وعبورنا من أوكرانيا لرومانيا، كانت النجوم شاهدنا ودليلنا. "  روما تيرمني

- "الحقيقة تفسد أشياء كثيرة لأناس يزعجهم وضوحها ويسوءهم معرفتها" زرايب العبيد
- "لست أدري عند قيامة المرء بأي روح سيقوم، هل سيقوم بروحه القديمة كما كانت، أم بروح تم انتشالها وغسلها من آثار عيشها السابق؟ من أجل أبي يا رب هبه روحًا نسيت كل ما حدث لها هنا، فما حدث هنا لا يمكن الشفاء منه إلا بمعجزة."   كونشيرتو قورينا إدواردو
- "من الصعب أن تقول لمن قدماه في الطين، ابقَ نظيفًا. "   كونشيرتو قورينا إدواردو
- "فالحقيقة تضر بقائلها متى كان ضعيفاً. لذا لن يضيف قولها شيئاً سوى المتاعب " روما تيرمني
- "فمن علامات المحبة أن تحب ما تحبه دون أن تحاول الإجابة على: لماذا أحببته؟ "  زرايب العبيد
- "الأعاجيب، تشفي وتبرئ وتبعث من جديد، كان وهمًا يعادل حقيقة غير قابلة للدحض. وهم صالح للاستعمال أكثر من مرة حتى ثبت بطلانه."   كونشيرتو قورينا إدواردو
- "أنصت إليها والدها كطفل وجل يشعر بالاستغراب، حملق في وجهها طوال المحادثة دون كلام، ثم انفرجت شفتاه قليلاً حتى كاد يبتسم، كأنه لا يصدق أنها ابنته وأنها نضجت إلى الحد الذي تستطيع نصحه فيه كبرت طفلته الشقراء الأثيرة ولم يشعر بأن الوقت مر وهو لم يعد ذلك الرجل القوي الذي حملها بين ذراعيه سعيداً بها، منتظراً بشوق أن تذهب إلى المدرسة كي تتعلم القراءة والكتابة، وأن تذهب إلى الجامعة كي تتعلم القانون، وأن تذهب إلى العمل كي تتعلم الحياة، ثم إذا بها ترحل عنه في لحظة خاطفة، قاطعة سلسلة أمنياته من أجل أن تبقى فقط على قيد الحياة وتعينه على البقاء. " روما تيرمني